# Pterogoniella patens
Pterogoniella patens là một loài rêu trong họ Sematophyllaceae. Loài này được (Besch.) Schimp. ex Paris mô tả khoa học đầu tiên năm 1898.